# Regiunea Metropolitană Santiago

Regiunea Santiago Metropolitan

Regiunea metropolitană Santiago (spaniolă Región Metropolitana de Santiago) este una dintre cele 15 regiuni administrative din Chile. Capitala regiunii este orașul Santiago.